# Gilbert- en Ellice-eilanden
De Gilbert- en Ellice-eilanden waren een Brits protectoraat sinds 1892 en een kolonie van 1916 tot 1 januari 1976. Toen werden de eilanden opgesplitst in twee aparte koloniën die kort daarop zelfstandig werden. De Gilberteilanden zijn sinds 1979 het grootste gedeelte van de natie Kiribati en de Ellice-eilanden werden in 1978 Tuvalu.

## Geschiedenis
De zestien eilanden van de Gilberts werden ontdekt tussen 1537 en 1826.
Het protectoraat van de omliggende eilanden werd opgericht in 1857 door de Pacific Islands Protection Act. Het protectoraat werd pas officieel tussen 29 mei en 16 oktober 1892 ingesteld door kapitein Davis, R. N. van de HMS Royalist. In 1893 werd een High Commissioner toegewezen aan de eilanden.
Banaba werd opgenomen in het protectoraat in 1900. Op 12 januari 1916 werden de Gilbert- en Ellice-eilanden een kroonkolonie.
In 1974 leidden etnische verschillen binnen de kolonie ertoe dat de Polynesische inwoners de onafhankelijkheid uitriepen.

## Benaming
De eilanden kregen in 1820 van de Russische admiraal Johann von Krusenstern en de Franse kapitein Louis Duperrey de naam Gilberteilanden, wat een vernoeming was naar de Britse kapitein Thomas Gilbert.
De Ellice-eilanden werden vernoemd naar Edward Ellice, een Britse politicus en handelaar. Deze naam werd bedacht door kapitein Arent de Peyster.